# Бурнель Окана-Стазі
Бурнель Окана-Стазі (фр. Burnel Okana-Stazi, 10 липня 1983, Гамбома, Республіка Конго) — конголезький футболіст, півзахисник тайського клубу «Ранонг Юнайтед».

## Клубна кар'єра
Перший тренер Віллі-Ондонго. Вихованець ФК «Сошо» (Гамбома, Конго). Раніше виступав за конголезькі клуби: «Валенса», «Піжон-Вер», КАРА, «Ла-Манка».
Влітку 2005 року перейшов в алчевську «Сталь», яка здобула путівку до вищої ліги чемпіонату України. У сезоні 2006/07 років «Сталь» вилетіла в Першу лігу. На початку 2008 року перейшов до складу білоруського клубу «Славія-Мозир». Влітку 2009 року повернувся до «Сталі». Всього в Вищій лізі України провів 49 матчів і забив 3 м'ячі. Влітку 2013 року залишив «Сталь». У 2014 році залишив український клуб у статусі вільного агента й перебував на перегляді в декількох командах, в тому числі й прем'єрліговому узбецькому клубі «Машал», але через травму коліна не зміг підписати з ним контракт. Через півроку підписав річний контракт з клубом Прем'єр-ліги Лаосу «Лансанг Юнайтед», після цього перейшов до ще одного лаоського клубу «Електрісіт дю Лаос». З 2017 році виступає у тайському клубі «Ранонг Юнайтед» з третього дивізіону місцевого чемпіонату

## Кар'єра в збірній
7 вересня 2008 року дебютував у національній збірній Конго в кваліфікації Чемпіонату світу проти Малі. За національну збірну зіграв 14 матчів та відзначився 1 голом.

## Досягнення
- Перша ліга чемпіонату України
  -  Срібний призер (1): 2012/13

## Особисте життя
Окана-Стазі одружений з українкою, раніше проживали в Донецьку.